# آما دابلام

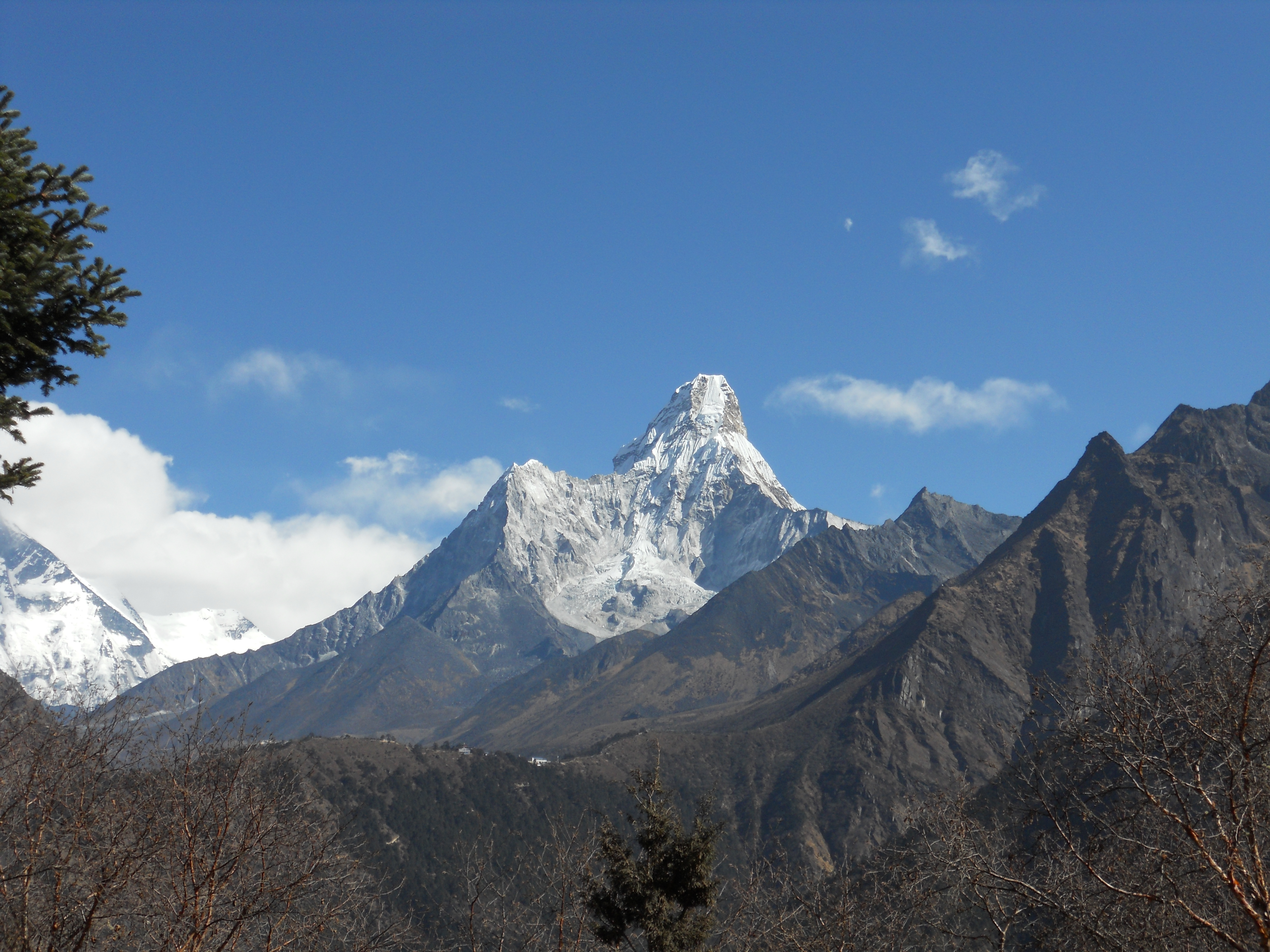
اما دابلام

آما دابلام (به انگلیسی: Ama Dablam) کوهی در هیمالیا و در بخش خاور نپال است. قله اصلی ۶۸۱۲ متر است. این قله نخستین بار در ۱۳ مارس ۱۹۶۱ گشوده شد.
- اولین صعود این قله توسط ایرانیان در ۲۱ نوامبر ۲۰۱۰ توسط امیر زرین و حمید صفرزاده از کوهنوردان باشگاه آزادگان مشهد انجام شد.